# Диффузные полосы межзвёздного поглощения
Диффузные полосы межзвёздного поглощения — спектральные полосы, обусловленные поглощением межзвёздной средой света, испускаемого звёздами. Слово диффузный в их наименовании отражает размытый характер этих полос, что указывает на молекулярную структуру поглощающего вещества. К настоящему времени обнаружено более 500 диффузных полос в инфракрасном и видимом диапазонах спектров различных звёзд, однако происхождение большинства этих полос по-прежнему не известно. В земных условиях регистрация диффузных полос существенно осложнена их экранированием земной атмосферой. Поэтому наиболее надёжными считаются спектры полученные за пределами Земли, например, космическим телескопом Хаббл. Однако, даже эти спектры нуждаются в коррекции ввиду перекрывания диффузных полос с эмиссионными полосами соответствующей звезды.
Несмотря на активные попытки определить молекулы, формирующие диффузные полосы в астрономических спектрах, к настоящему времени достоверно известно лишь одно такое соединение — катион бакминстерфуллерена, С60+. Из-за высокой нестабильности катиона, долгое время не удавалось получить надёжный спектр поглощения C60+ в инфракрасном диапазоне. Только в 2015 году, группе Мейера впервые удалось получить спектр С60+ при температуре менее 10 K, что сопоставимо с температурой в межзвёздном пространстве. Предельно точное совпадение двух ранее известных диффузных полос при 9632 Å и 9577 Å и двух спектральных линий C60+, позволило надёжно утверждать о наличии C60+ в межзвёздном пространстве. Позднее, ещё три полосы в спектре С60+ были обнаружены среди диффузных полос с длиной волны 9428 Å, 9365 Å и 9348 Å. В 2018 году, методами квантовой химии была определена причина возникновения столь близко расположенных полос поглощения. Из-за эффекта Яна-Теллера в C60+ (D5d) возбуждённое состояние симметрии E1g распадается на электронные уровни Ag и Bg, что формирует две прогрессии полос в спектре поглощения. Так, две яркие диффузные полосы при 9632 Å и 9577 Å были отнесены к «холодным» электронным переходам на возбуждённые уровни симметрии Bg и Ag, в то время как слабые диффузные полосы при 9428 Å, 9365 Å и 9348 Å к «горячим» вибронным переходам.
Диффузные полосы межзвёздного поглощения (ДПМП) — это особенности в поглощении, наблюдаемые в спектрах астрономических объектов Млечного Пути и других галактик. Они вызваны поглощением света межзвездной средой. В настоящее время видно около 500 полос в ультрафиолетовом, видимом и инфракрасном диапазонах волн.
Причина возникновения ДПМП была неизвестна и обсуждалась в течение многих лет. Долгое время считалось, что ДПМП являются результатом наличия полициклических ароматических углеводородов и других крупных углеродсодержащих молекул. Их быстрая и эффективная дезактивация при фотовозбуждении объясняет их замечательную фотостабильность и, следовательно, их возможную распространённость в межзвездной среде. Однако совпадения полос с лабораторными измерениями или теоретическими расчетами не были обнаружены до июля 2015 г., когда группа Джона Майера (John Maier) (Базельский университет) объявила об однозначном отнесении двух линий для бакминстерфуллерена (C60 +), подтверждающего предсказание, сделанное в 1987 году.

### Открытие и история
Многие астрономические исследования основаны на изучении спектров света от астрономических объектов, рассеянного с помощью призмы или, чаще, дифракционной решетки. Типичный звездный спектр будет состоять из континуума, содержащего линии поглощения, каждая из которых связана с определенным переходом уровня атомной энергии в атмосфере звезды.
На внешний вид всех астрономических объектов влияет экстинкция, поглощение и рассеяние фотонов межзвездной средой. К ДПМП относится межзвездное поглощение, которое преимущественно непрерывно влияет на весь спектр, а не приводит к появлению линий поглощения. Однако в 1922 году астроном Мэри Ли Хегер (Mary Lea Heger) впервые наблюдала ряд линий поглощения, которые, казалось, имели межзвездное происхождение.
Их межзвездная природа была продемонстрирована тем фактом, что сила наблюдаемого поглощения была примерно пропорциональна экстинкции и что в объектах с сильно различающимися радиальными скоростями на полосы поглощения не влияло доплеровское смещение, что означает, что поглощение не происходило внутри или вокруг рассматриваемого объекта. Название диффузные полосы межзвёздного поглощения, или сокращенно ДПМП, было придумано, чтобы отразить тот факт, что особенности поглощения намного шире, чем линии нормального поглощения, наблюдаемые в звездных спектрах.
Первые наблюдаемые ДПМП были на длинах волн 578,0 и 579,7 нанометров (видимый свет соответствует диапазону длин волн от 400 до 700 нанометров). Другие сильные ДПМП наблюдаются на 628,4, 661,4 и 443,0 нм. DIB на 443,0 нм особенно широк и составляет около 1,2 нм – типичный диапазон звездного поглощения составляют 0,1 нм или меньше.
Более поздние спектроскопические исследования с более высоким спектральным разрешением и чувствительностью выявляли все больше и больше ДПМП; их каталог в 1975 г. содержал 25 известных ДПМП, а десять лет спустя их число увеличилось более чем вдвое. Первый ограниченный по обнаружению (detection-limited) обзор был опубликован Питером Дженнискенсом (Peter Jenniskens) и Ксавьером Дезертом (Xavier Desert) в 1994 году (см. Рисунок выше), который привел к первой конференции по диффузным межзвездным полосам в Университете Колорадо в Боулдере 16-19 мая 1994 года. На сегодняшний день обнаружено около 500.
В последние годы спектрографы очень высокого разрешения на самых мощных телескопах мира использовались для наблюдения и анализа ДПМП. Спектральное разрешение 0,005 нм в настоящее время является обычным явлением при использовании инструментов в обсерваториях, таких как Европейская Южная обсерватория в Серро-Паранале, Чили, и Англо-Австралийская обсерватория в Австралии, и при этих высоких разрешениях обнаруживается, что многие DIB содержат значительную субструктуру.

### Природа носителей
Большая проблема с ДПМП, очевидная из самых ранних наблюдений, заключалась в том, что их центральные длины волн не соответствовали каким-либо известным спектральным линиям какого-либо иона или молекулы, и поэтому материал, ответственный за поглощение, не мог быть идентифицирован. По мере роста числа известных ДПМП было выдвинуто большое количество теорий, и определение природы поглощающего материала («носителя») стало ключевой проблемой в астрофизике.
Одним из важных результатов наблюдений является то, что сила большинства ДПМП не сильно коррелирует друг с другом. Это означает, что должно быть много носителей, а не один, ответственный за все ДПМП. Также важно то, что сила ДПМП широко коррелирует с межзвездной экстинкцией. Экстинкция вызвана межзвездной пылью; тем не менее, ДПМП вряд ли вызваны крупинками пыли.
Существование субструктуры в ДПМП поддерживает идею о том, что они вызваны молекулами. Субструктура возникает из-за главных линий в контуре вращательной группы и из-за изотопного замещения. В молекуле, содержащей, скажем, три атома углерода, часть углерода будет в форме изотопа углерода-13, так что, хотя большинство молекул будет содержать три атома углерода-12, некоторые будут содержать два атома 12C и один атом 13C. , гораздо меньше будет содержать одну 12C и две 13C, а очень небольшая фракция будет содержать три молекулы 13C. Каждая из этих форм молекулы будет создавать линию поглощения с немного другой длиной волны покоя.
Считается, что наиболее вероятными молекулами-кандидатами для производства ДПМП являются большие углеродсодержащие молекулы, которые распространены в межзвездной среде. Полициклические ароматические углеводороды, молекулы с длинными углеродными цепями, такие как полиины и фуллерены, потенциально значимы для эффекта.

### Фуллерен C60+ идентифицирован как носитель диффузных межзвездных полос
Первое предсказание, что фуллерен C60+ может быть носителем ДПМП, было сделано Гарри Крото (Harry Kroto), соавтором открытия C60. В 1987 году Крото предположил, что «настоящие наблюдения показывают, что C60 может выжить в обычной среде (вероятно, как ион C60+), защищенный своей уникальной способностью выживать в процессах, столь радикальных, что большинство, если не все, другие известные молекулы разрушаются». Однако тогда это было трудно доказать из-за невозможности зарегистрировать надежный спектр C60 +.
Только в 2015 году спектр C60+ был получен группой Джона Майера (John Maier) из Базельского университета. Они разработали современную спектроскопическую технику, которая позволила наблюдать спектр C60+ при низкой температуре и низком давлении, сравнимыми с межзвездной средой. Точное перекрытие между диффузными полосами 9632 Å и 9577 Å, наблюдаемыми Фоингом и Энхренфройндом (Foing and Enhrenfreund) в 1994 г., и спектроскопическими полосами C60 + в гелиевой матрице, записанными в 2015 г., подтвердило, что C60 + является первым носителем ДПМП. Позже три другие полосы C60+, а именно 9428 Å, 9365 Å и 9348 Å были обнаружены среди DIB в ближней инфракрасной области. Присутствие полос 9365 Å, 9428 Å и 9577 Å C60+ было впоследствии подтверждено с помощью космического телескопа Хаббла в отношении выборки из семи звезд галактического фона, что помогло поставить определение межзвездного C60+ вне всякого сомнения.
Происхождение близкорасположенных полос C60+ не было понятно до 2018 года, когда исследования квантовой химии выявили Ян-Теллеровское (Jahn-Teller) искажение возбужденного состояния C60+. Это искажение приводит к заселению двух возбужденных состояний (Bg и Ag) при освещении светом. Два состояния образуют две последовательности близко расположенных полос поглощения. Сильные полосы при 9632 Å и 9577 Å были отнесены к холодным электронным возбуждениям, а слабые полосы при 9428 Å, 9365 Å и 9348 Å - к горячим электронно-колебательным возбуждениям.